# Велика награда Сан Марина 1994.
Велика награда Сан Марина 1994. године била је трка у светском шампионату Формуле 1 одржана 1. маја 1994. године на аутомобилској стази „Енцо и Дино Ферари“ у италијанском граду Имоли. То је била трећа трка у светском шампионату Формуле 1 1994. године, а прва која је вожена у Европи. Тркачки викенд обележиле су трагичне погибије аустријског возача Роланда Раценбергера и троструког светског шампиона, Бразилца Аиртона Сене, као и велики број инцидената и удеса на самој стази у којима је повређено више возача. Спортски коментатор телевизије Би-Би-Си, Мари Вокер, описао је ову трку речима: „Колико мене памћење служи, ово је најцрњи и најтужнији дан у историји Великих награда Формуле 1.“
Михаел Шумахер је победио у трци након поновљеног старта. На конференцији за штампу одржаној по завршетку, изјавио је да „не може да се осећа задовољним, а камоли срећним након победе“, осврћући се на трагичне догађаје током тркачког викенда. Никола Ларини је освојио прве поене у својој каријери заузевши друго место, а трећепласирани возач је био Мика Хакинен.
Велика награда Сан Марина 1994. године оставила је значајан траг на многим аспектима развоја аутомобилског спорта. Њен трагични исход допринео је повећању мера безбедности у спорту, као и поновном формирању Удружења професионалних возача Формуле 1, које није функционисало претходних 12 година. Почевши од ове трке, а све у циљу очувања максималне безбедности возача, велики број стаза и конструкција самих болида су претрпели измене. Званичници Формуле 1 усвојили су значајан број нових правила, а нове аутомобилске писте које су накнадно додате у календар такмичења Формуле 1 (на пример Међународна аутомобилска писта у Бахреину) изграђене су тако да поред стазе имају простране површине које, у случају инцидента, успоравају болид пре него што удари у заштитни зид.
Аиртон Сена је сахрањен са највишим војним и државним почастима Бразила. Више од 500.000 људи присуствовало је сахрани. Италијански тужиоци подигли су оптужницу за убиство из нехата против једанаест особа за које се сумњало да су биле умешане у Сенину незгоду. Након једанаестогодишњег судског поступка донета је пресуда по којој оптужени нису криви. Судски поступак је поновљен 2005. године, али је на њему потврђена претходна пресуда.

## Извештај

### Квалификације

#### Први званични тренинг
Током првог званичног тренинга одржаног у петак, 29. априла 1994. године, Рубенс Барикело, тадашњи возач екипе Џордан, ударио је у ивичњак при брзини од 140 mph, односно 225 km/h, док је излазио из кривине „Варијанте Баса“ (итал. Variante Bassa), а његов болид полетео је у ваздух. Након што се неколико пута преврнуо у ваздуху, болид је пао на кров. Медицинске екипе су одмах стигле на место несреће и успеле су да извуку Барикела из потпуно слупаног болида. Барикело је задобио тешку повреду рамена и сломљен нос, али се већ сутрадан након удеса појавио на трци, додуше, само као гледалац. Десет година касније, Дејмон Хил, тадашњи возач тима Вилијамс—Рено, описује како се осећао након Барикеловог удеса: „Сви смо одахнули и наставили са квалификацијама, уверени да су наши болиди јаки као тенкови и да ћемо у случају инцидента на стази бити само мало угрувани, али не и повређени“.

#### Званичне квалификације
Двадесет минута након почетка квалификација, аустријски возач Роланд Раценбергер је при веома великој брзини ушао у кривину „Вилнев“ (итал. Villeneuve curva), изгубио контролу над возилом и ударио у бетонски зид са супротне стране. Од силине удара, Раценбергер је задобио тешку фрактуру лобање. Раценбергер, коме је ово била тек трећа трка у Формули 1, само два круга раније имао је удес приликом изласка из кривине „Акве минерали“ (итал. Acqua Minerali), када се преврнуо и прилично оштетио предњи део свог болида. Уместо да се врати у пит–стоп, како би му ауто-механичари заменили део на предњој страни болида, Раценбергер је наставио да вози и следећи круг. Возећи брзином од 190 mph, односно 306 km/h, Раценбергеров болид је у једном тренутку потпуно отказао, што је и довело до трагичног исхода.
Након Раценбергеровог удеса такмичење је прекинуто, а преосталих 40 минута званичних квалификација је отказано. Нешто касније, званичници болнице у коју је Раценбергер пребачен након удеса објавили су да је Раценбергер преминуо од последица вишеструких тешких повреда и обилног унутрашњег крварења. Смрт Роланда Раценбергера била је први трагични исход удеса у трци још од Велике награде Канаде 1982. године, када је погинуо италијански возач Рикардо Палети. У том моменту, сви су се сетили и трагедије на стази „Пол Рикард“, у француском граду Марсељу, у којој је погинуо Елио де Анђелис. Професор Сид Воткинс, директор медицинског тима који се бринуо о здрављу возача, присећа се реакције Аиртона Сене пошто је примио вест о Раценбергеровој смрти: „Аиртон је био потпуно скрхан том вешћу и плакао је на мом рамену.“ Воткинс је покушао да убеди Сену да се не такмичи у трци која се одржавала следећег дана, говорећи му: „Због чега ти је то потребно? Био си светски шампион три пута, а очигледно је и да си најбржи возач. Одустани од трке па да идемо на пецање“. Аиртон је, међутим, непоколебљиво узвратио: „Сиде, неке ствари не можемо да контролишемо. Морам да завршим трку, не могу сад да одустанем.“
Сена је завршио квалификације на пол позицији. На другом месту нашао се Михаел Шумахер, као трећепласирани квалификовао се Герхард Бергер, а Сенин тимски колега Дејмон Хил, завршио је квалификације на четвртом месту. Време које је Раценбергер поставио пре трагичног удеса такође је било довољно да се квалификује за сутрашњу трку и то са последњег, 26. места на старту.

### Хронологија догађаја на трци

#### Први старт
На самом старту трке, Ј. Ј. Лехто, возач екипе Бенетон, није успео да покрене свој болид, тако да је Педро Лами, возач екипе Лотус, ударио у задњи део Лехтоовог болида. Овај судар направио је веома велику збрку на стази тако да је неколико возача било приморано да одмах одустане од даљег такмичења. Делови болида летели су директно према публици и деветоро људи било је лакше повређено. Након инцидента на старту трке, на стазу је изашло безбедносно возило (енгл. safety car), а сви преостали такмичари били су принуђени да задрже своје позиције, као и да се спорије крећу, што је био узрок пада температуре у пнеуматицима. На састанку возача пре самог почетка трке Сена је, заједно са Герхардом Бергером изразио забринутост због тога што се у текућој сезони безбедносно возило, када год се налазило на стази, кретало знатно споријом брзином него раније, чиме је возачима онемогућавало да постигну оптималну температуру у пнеуматицима на својим болидима. Када је стаза била потпуно очишћена од делова аутомобила који су учествовали у инциденту на почетку трке, безбедносно возило се повукло са стазе, а трка је настављена поновљеним стартом. Два круга након поновљеног старта, Аиртон Сена, који је у том тренутку водио, излетео је са стазе у кривини „Тамбурело“ (итал. Tamburello) и, успоравајући са 190 mph (306 km/h) на 131 mph (211 km/h), ударио у бетонски заштитни зид који се налазио одмах поред стазе.
У два часа и седамнаест минута после подне, по локалном времену, званични судија на трци истакао је црвену заставу која је означила да се трка прекида, а Сид Воткинс се, заједно са лекарском екипом, упутио према Сенином аутомобилу. Истицање црвене заставе на трци Формуле 1 значи да се трка моментално прекида, а возила се упућују у своје пит–стопове или на стартне позиције где остају до даљег обавештења. Ово правило омогућава да званичници трке и медицинске екипе у случају инцидента лакше и брже стигну до повређених на стази. Међутим, механичари тима Ларус су грешком дозволили једном од својих возача, Ерику Коми, да напусти свој пит–стоп и да изађе на стазу. Званичници трке су у паници на све начине покушавали да га удаље са стазе али то је било веома тешко с обзиром да се Кома приближавао месту несреће веома великом брзином. Коментатор телевизије Еуроспорт описао је овај инцидент са Комом као „најсмешнију ситуацију коју је видео у свом животу“.
Кома је некако успео да се заустави и да не изазове нови инцидент на стази. Снимак Аиртона Сене како лежи на трави поред стазе у бесвесном стању био је веома нејасан, па је телевизијска мрежа Би-Би-Си наставила пренос користећи своје камере које су се налазиле одмах поред стазе. Пошто су Сену извукли из слупаног болида, медицинске екипе су га хеликоптером пребациле у болницу „Мађоре“ (итал. Maggiore) недалеко од Болоње. Током лета, Сени је непрестано указивана додатна медицинска помоћ. Тридесет и седам минута након Сениног удеса, у два часа и седамнаест минута после подне по локалном времену, трка је настављена.

#### Поновљени старт
Према правилима Формуле 1 која су била на снази у тој сезони, уколико се трка која је прекинута настави поновљеним стартом, укупни резултат сваког возача који заврши трку добија се као збир резултата које је постигао након првог и након другог, тј. поновљеног старта. Након поновљеног старта Герхард Бергер је одмах преузео лидерску позицију, али је свеукупни лидер и даље био Михаел Шумахер, због бољег резултата у трци након првог старта. Шумахер је поново преузео вођство у 12. кругу, а четири круга касније Бергер је морао да одустане због проблема са воланом. Ларини је на тренутак преузео вођство док је Шумахер био у пит-стопу, али је то трајало само неколико кругова, односно до тренутка када је и Ларини морао да се заустави у свом пит-стопу како би долио гориво и заменио пнеуматике.
Десет кругова пре краја трке догодио се још један инцидент на стази. Приликом изласка из пит-стопа, италијанском возачу Микелеу Алборету отпао је десни предњи пнеуматик и веома великом брзином је улетео у механичарске екипе Лотуса и Ферарија. Механичарима је морала да се укаже медицинска помоћ.
Након 58 кругова, Михаел Шумахер је стигао први на циљ, испред Николе Ларинија и Мике Хакинена и тако освојио максималних 30 бодова из три трке у светском шампионату Формуле 1 1994. године. Ово је била једина трка у каријери Николе Ларинија у којој је успео да освоји неко од прва три места, као и једна од само две трке у којој је успео да освоји бодове. На церемонији проглашења победника није додељиван победнички шампањац за прву тројицу у трци, из поштовања према трагично настрадалим возачима, Роланду Раценбергеру и Аиртону Сени.

### Након трке
Два сата и двадесет минута после завршетка трке, др Марија Тереза Фијандри саопштила је да је Аиртон Сена преминуо. Званично време смрти било је два часа и седамнаест минута после подне по локалном времену, што значи да је Сена погинуо на лицу места. Аутопсија је показала да је званични узрок смрти фрактура лобање изазвана деловима слупаног болида који су пробили заштитну кацигу и „зарили се“ у лобању Аиртона Сене.
Аутомобилска стаза на којој се возила трка за Велику награду Сан Марина 1994. године, а која је у таквом облику и конструкцији била коришћена још од 1981. године, више се никад није користила у светском шампионату Формуле 1. Конструкција стазе је значајно модификована, а највећу промену претрпела је кривина „Тамбурело“ која је постала много безбеднија. Године 1995. Светска аутомобилска организација донела је потпуно нова правила која су се односила на дизајн и конструкцију болида по којима су сви тимови морали да конструишу потпуно нова возила. На следећој трци у светском шампионату Формуле 1 1994. године, одржаној на улицама Монте Карла, дошло је до поновног формирања Удружења професионалних возача Формуле 1. Ово удружење, први пут основано још 1961. године, расформирано је 1982. године. Разлог за његово поновно оснивање била је веома велика забринутост свих возача за безбедност на стази, као и жеља да се уз помоћ савремених технологија аутомобилски спорт учини атрактивнијим за гледаоце, али и безбеднијим за саме возаче. На Великој награди Монака 1994. године, трци која је уследила након трагичних дешавања у Имоли, прва два стартна места на стази носила су боје застава Аустрије и Бразила у знак сећања на Раценбергера и Сену. Трка је почела минутом ћутања.
Аиртон Сена је сахрањен по највишим војним и државним почастима Бразила, у Сао Паолу, 5. маја 1994. године. Више од 500.000 људи присуствовало је сахрани. Један од Сениних највећих супарника у Формули 1, Ален Прост, био је један од оних који су носили ковчег. Највећи део званичника Формуле 1 присуствовао је сахрани; међутим, председник одбора за спортска питања Међународне аутомобилске организације, Макс Мозли, присуствовао је сахрани Роланда Раценбергера, која је одржана 7. маја 1994. године у Салцбургу. Мозли је десет година касније на једној конференцији за штампу изјавио: „Отишао сам на Раценбергерову сахрану јер су сви остали присуствовали Сениној сахрани. Мислио сам да је важно да неко од званичника Међународне аутомобилске организације присуствује Реценбергеровој сахрани.“
У октобру 1996. године Светска аутомобилска организација је у сарадњи са тимом Макларена прионула на израду специјално конструисаног система за заштиту главе и врата возача приликом инцидента на стази. Овај систем је добио име HANS (енгл. Head and Neck Support), а свој први успешан тест имао је на Великој награди Сан Марина 2000. године. Систем је и званично први пут употребљен у трци Формуле 1 2001. године.

## Судски процес
Италијанско тужилаштво је подигло оптужницу за убиство из нехата против шесторо људи за које се сумњало да су били повезани са Сенином смрћу. Оптужени су:
- Френк Вилијамс, оснивач и директор тима Вилијамс
- Патрик Хед, главни инжењер тима Вилијамс
- Адријан Њуи, технички директор тима Вилијамс
- Федерико Бендинели, један од власника аутомобилске стазе „Енцо и Дино Ферари“
- Ђорђо Пођи, директор аутомобилске стазе „Енцо и Дино Ферари“
- Роланд Брајнсерард, директор трке за Велику награду Сан Марина 1994. године

Судско веће је донело пресуду 16. децембра 1997. године, по којој су сва шесторица оптужених ослобођени кривице. У образложењу пресуде наведено је да је главни узрок Сенине смрти квар на управљачком систему његовог болида. Управљачки систем је модификован по специфичним Сениним захтевима како би се Сена осећао удобније у свом болиду.
Након ове судске пресуде, италијански државни тужилац уложио је жалбу и затражио је да се обнови истрага против Хеда и Њуија. Судско веће је 22. новембра 1999. године ослободило Њуија и Хеда било какве кривице са образложењем да нови докази који су у вези са овим случајем нису изашли на видело (иако су, услед веома великог оштећења болида, недостајали подаци из уређаја који је снимао цео Сенин разговор са члановим тима до момента удеса). Веома сумњиво је изгледао и податак да је недостајао један део видео-снимка са камере која се налазила на Сенином болиду, јер је редитељ директног телевизијског преноса трке само неколико тренутака пре Сениног удеса обуставио слику која је добијена том камером. Тако је судско веће, на основу члана 530. италијанског кривичног законика, поново ослободило осумњичене кривице са образложењем да догађај за који се осумњичени терете да су криви „уопште није ни постојао“. Након ове пресуде тужилаштво је поново уложило жалбу која ја коначно усвојена у јануару 2003. године, тако што је Врховни суд Италије прогласио члан 530. италијанског кривичног законика недовољно добро протумаченим у контексту конкретног Сениног случаја. Трећи судски процес је започео 27. маја 2005. године, али су Њуви и Хед поново ослобођени кривице.

## Поредак

### Трка
Сви резултати који су овде наведени преузети су са службених интернет страница Формуле 1.
| Пласман | Бр. | Возач                | Болид         | Бр. кругова | Време                  | +/- | Квалификације | Поени | Најбржи круг   |
| ------- | --- | -------------------- | ------------- | ----------- | ---------------------- | --- | ------------- | ----- | -------------- |
| 1       | 5   | Михаел Шумахер       | Бенетон       | 58          | 1'28:29.3              | 1   | 2             | 10    | 1:24.438       |
| 2       | 27  | Никола Ларини        | Ферари        | 58          | + 0:54.942             | 4   | 6             | 6     | 1:25.825 (9.)  |
| 3       | 7   | Мика Хакинен         | Макларен      | 58          | + 1:10.679             | 5   | 8             | 4     | 1:25.737 (7.)  |
| 4       | 29  | Карл Вендлингер      | Заубер        | 58          | + 1:13.658             | 6   | 10            | 3     | 1:25.727 (6.)  |
| 5       | 3   | Укио Катајама        | Тирел 022     | 57          | + 1 круг               | 4   | 9             | 2     | 1:26.176 (11.) |
| 6       | 0   | Дејмон Хил           | Вилијамс      | 57          | + 1 круг               | 2   | 4             | 1     | 1:24.335       |
| 7       | 30  | Хајнц-Харалд Френцен | Заубер        | 57          | + 1 круг               | 0   | 7             | /     | 1:25.307 (4.)  |
| 8       | 8   | Мартин Брандл        | Макларен      | 57          | + 1 круг               | 5   | 13            | /     | 1:25.774 (8.)  |
| 9       | 4   | Марк Бландел         | Тирел 022     | 56          | + 2 круга              | 3   | 12            | /     | 1:26.259 (12.) |
| 10      | 12  | Џони Херберт         | Лотус         | 56          | + 2 круга              | 10  | 20            | /     | 1:28.032 (17.) |
| 11      | 26  | Оливје Панис         | Лижије        | 56          | + 2 круга              | 8   | 19            | /     | 1:27.908 (15.) |
| 12      | 25  | Ерик Бернар          | Лижије        | 55          | + 3 круга              | 5   | 17            | /     | 1:28.091 (18.) |
| 13      | 9   | Кристијан Фитипалди  | Футворк       | 54          | излетео са стазе       | 3   | 16            | /     | 1:25.954 (10.) |
| Пласман | Бр. | Одустали             | Болид         | Бр. кругова | Узрок                  | +/- | Квалификације | Поени | Најбржи круг   |
| Одустао | 15  | Андреа де Чезарис    | Џордан 194    | 49          | излетео са стазе       | 10  | 21            | /     | 1:27.627 (14.) |
| Одустао | 24  | Микеле Алборето      | Минарди       | 44          | проблем са пнеуматиком | 14  | 15            | /     | 1:27.995 (16.) |
| Одустао | 10  | Ђани Морбидели       | Футворк       | 40          | проблем са мотором     | 7   | 11            | /     | 1:25.652 (5.)  |
| Одустао | 23  | Пјерлуиђи Мартини    | Минарди       | 37          | излетео са стазе       | 13  | 14            | /     | 1:27.221 (13.) |
| Одустао | 31  | Дејвид Брабам        | Симтек        | 27          | излетео са стазе       | 16  | 24            | /     | 1:28.613 (19.) |
| Одустао | 34  | Бертран Гашо         | Пасифик       | 23          | проблем са мотором     | 18  | 25            | /     | 1:29.094 (21.) |
| Одустао | 19  | Оливије Берета       | Ларус         | 17          | проблем са мотором     | 16  | 23            | /     | 1:28.891 (20.) |
| Одустао | 28  | Герхард Бергер       | Ферари        | 16          | суспендован            | 1   | 3             | /     | 1:25.040       |
| Одустао | 2   | Аиртон Сена          | Вилијамс-Рено | 5           | трагичан судар         | 1   | 1             | /     | 1:44.068 (22.) |
| Одустао | 20  | Ерик Кома            | Ларус         | 5           | повукао се из трке     | 17  | 18            | /     | 1:58.505 (23.) |
| Одустао | 6   | Ј. Ј. Лехто          | Бенетон       | 0           | судар                  | 5   | 5             | /     | /              |
| Одустао | 11  | Педро Лами           | Лотус         | 0           | судар                  | 22  | 22            | /     | /              |
| Пласман | Бр. | Није стартовао       | Болид         | Бр. кругова | Узрок                  | +/- | Квалификације | Поени | Најбржи круг   |
| НС      | 32  | Роланд Раценбергер   | Симтек        | /           | трагичан судар         | /   | 26            | /     | /              |
| НКВ     | 14  | Рубенс Барикело      | Џордан        | /           | повреда                | /   | /             | /     | /              |
| НКВ     | 33  | Пол Белмондо         | Пасифик       | /           | /                      | /   | /             | /     | /              |

- Напомена 1: У првој колони су зеленом бојом означени возачи који су поред тројице првопласираних такође освојили бодове. Плавом бојом су означени возачи који су завршили трку, али нису освојили бодове. Љубичастом бојом су означени возачи који со одустали, сивом бојом означен је возач који није стартовао на трци, а црвеном бојом су означени возачи који се нису квалификовали за трку.
- Напомена 2: У седмој колони зеленим симболом је означено колико су позиција возачи напредовали у односу на позицију коју су остварили у квалификацијама. Црвеним симболом у облику стрелице окренутом надоле је означено колико су позиција возачи назадовали у односу на позицију коју су остварили у квалификацијама. Црвеним симболом у облику слова Х означен је број круга у коме су возачи одустали.

### Поредак у шампионату након трке
| * | Возач           | Поени |
| - | --------------- | ----- |
| 1 | Михаел Шумахер  | 30    |
| 2 | Рубенс Барикело | 7     |
| 2 | Дејмон Хил      | 7     |
| 4 | Герхард Бергер  | 6     |
| 4 | Никола Ларини   | 6     |

| * | Тим      | Поени |
| - | -------- | ----- |
| 1 | Бенетон  | 30    |
| 2 | Ферари   | 16    |
| 3 | Џордан   | 7     |
| 4 | Вилијамс | 7     |
| 5 | Заубер   | 6     |

| * | Држава               | Поени |
| - | -------------------- | ----- |
| 1 | Немачка              | 32    |
| 2 | Бразил               | 10    |
| 2 | Аустрија             | 10    |
| 4 | Уједињено Краљевство | 7     |
| 5 | Италија              | 6     |

- Напомена: Само пет првопласираних приказани су у све три категорије.